# Holocentropus incertus
Holocentropus incertus là một loài Trichoptera hóa thạch trong họ Polycentropodidae.